# Antidepresszáns

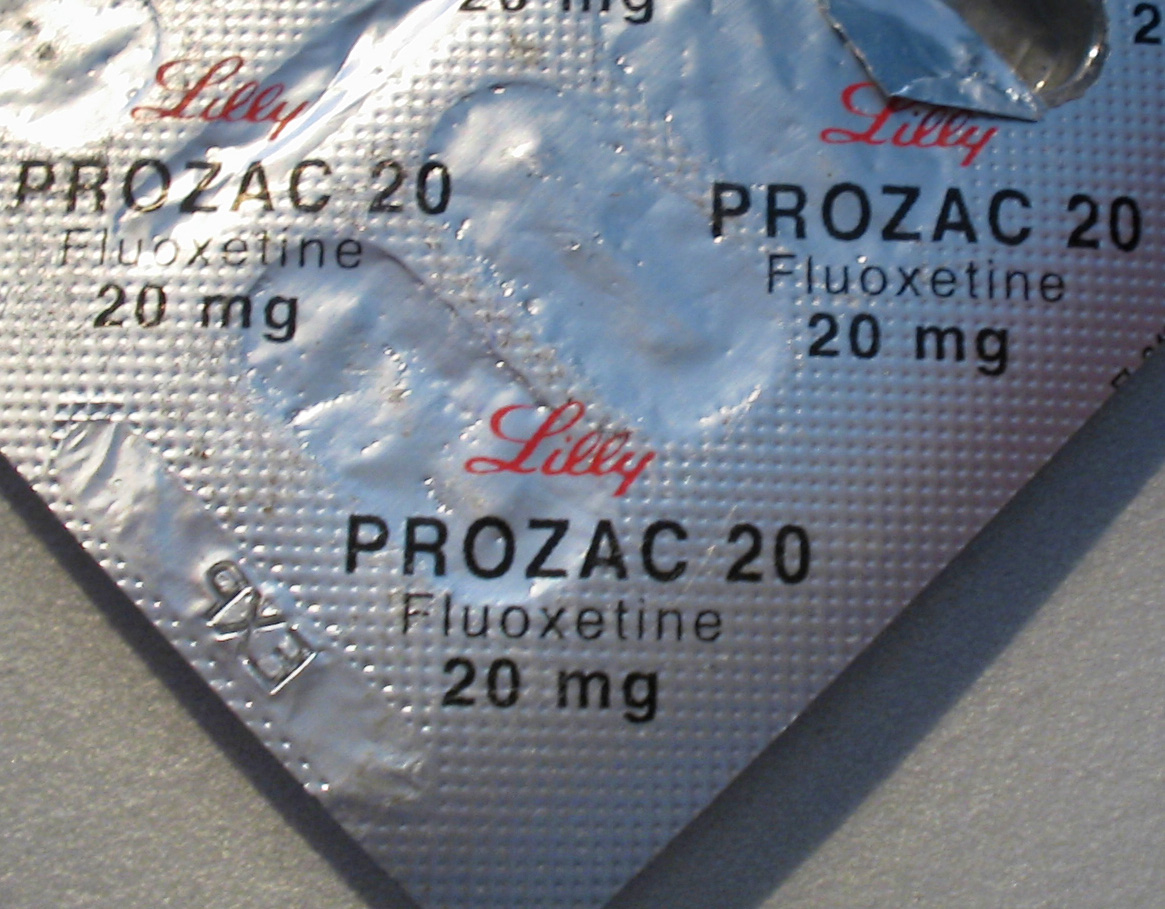
Fluoxetin (Prozac), mint SSRI

Az antidepresszáns vagy köznyelvben hangulatjavító a gyógyászatban alkalmazott olyan szer, melyet a depresszió, a kényszerbetegség, az anorexia nervosa, a krónikus fájdalom, a neuropátiás fájdalom és, bizonyos esetekben, a figyelemzavaros hiperaktivitás rendellenesség (ADHD) kezelésére használnak, önmagukban vagy egyéb gyógyszerekkel kombinálva.
Négy fő csoportjuk a szelektív szerotonin visszavétel gátlók (SSRI-k), szerotonin-noradrenalin visszavétel gátlók (SNRI), a triciklusos antidepresszánsok (TCA-k) és a monoamin-oxidáz gátlók (MAO).
Egyéb gyógyszerek, melyeket depresszió kezelésére használnak, vagy a múltban használtak, a buprenorfin, a kis dózisú antipszichotikumok, és az orbáncfű.

## Története
Az antidepresszánsok felfedezése úgy történt, hogy az antidepresszáns hatás elsőként az anti-TBC gyógyszernek szánt Imipramin sajátos mellékhatásaként jelentkezett. 

## Gyógyszercsoportok

### Triciklikus antidepresszánsok (TCA)
Szerkezetük 3 gyűrűt tartalmaz -innen a nevük.

### Tetraciklikus antidepresszánsok
A tetraciklikus antidepresszánsok hatása a triciklikusokéhoz hasonló, de négy kémiai gyűrű alkotja őket. Tetraciklikus antidepresszáns például a maprotilin (Ludiomil), illetve a mirtazapin (Remeron).

### SSRI antidepresszánsok

A szerotoninmolekula háromdimenziós képe

A szelektív szerotoninvisszavétel-gátlók (selective serotonin reuptake inhibitors, SSRI) olyan gyógyszercsoport, amelyet elterjedten alkalmaznak antidepresszánsként a depresszió, a szorongás és különféle személyiségzavarok kezelésében.
Az SSRI-k megnövelik az idegsejtek közötti térben lévő szerotonin nevű neurotranszmitter koncentrációját a szerotonin visszavételéért felelős fehérjét gátolva, ezáltal több szerotoninmolekula marad a szinaptikus résben, és képes a posztszinaptikus receptorokhoz kapcsolódni.
Az SSRI-k csoportja volt az első pszichiátriai gyógyszercsoport, amelyet az ún. racionális gyógyszertervezés révén fejlesztettek ki. A folyamat során kiválasztanak egy meghatározott biológiai célpontot, majd olyan molekulát terveznek, ami várhatóan hatással lesz rá. Az SSRI-k a legszéleskörűbben felírt antidepresszánsok több országban. Az SSRI-k hatékonysága enyhe és közepes mértékű depresszió kezelésénél a mai napig vitatott.

### SNRI antidepresszánsok
A különböző SNRI-k (szerotonin-noradrenalin visszavétel gátlók) eltérő mértékben képesek különbséget tenni a monoamin transzportereken, az igazán szelektív szerotoninvisszavétel-gátlók viszont csak nagyon alacsony affinitással kötődnek a noradrenalin és dopamin transzporterekhez.

## Egyéb antidepresszáns hatású anyagok
- Élelmiszerekben, fűszerekben található hatóanyagok:
  - ecet
  - eukalyptusz
  - levendula
  - citromfű
  - banán,
  - lazac
  - avokádó
- Gyógynövények: 
  - orbáncfű
  - sáfrány[5]
- Egyéb: 
  - biogén aminok
  - nitrogént tartalmazó szerves vegyületek
- aminosavak
  - triptofán

## Hozzászokás és elvonási szindróma
Bár egészségügyi szempontból az antidepresszánsok többsége nem okoznak olyan komoly tünetekkel járó függőséget, mely az adag folyamatos növelését tenné szükségessé, a négy hetet meghaladó használatot követő elhagyásakor elvonási tünetek jelentkezhetnek.
- A leggyakoribb elvonási tünetek:
  - szorongás, nyomott hangulat, nyugtalanság
  - alvászavarok (álmatlanság, rémálmok, állandó álmosság)
  - érzékszervi / mozgászavarok (remegés, szédülés, pillanatnyi áramütés-szerű érzések a fejben)
  - gyomor-bélrendszeri tünetek (hányinger, hányás, hasmenés)
  - fokozott izzadás
  - kognitív rendellenességek (zavartság)

A legtöbb elvonási tünet az elvonás első hetében jelenik meg, és minimum 1, maximum 4-hétíg tartanak. Bár a legtöbb esetben az elvonás komplikációk nélkül zajlik le, bizonyos esetekben, amikor hirtelen szakították meg a MAO-gátlók szedését, akut pszichózis kialakulását figyelték meg.  A ritkán jelentkező elvonási tüneteket is számba véve eddig összesen több mint ötven tünetről számoltak be.
Bár a legtöbb esetben a abbahagyását követő szindróma időtartama egytől négy hétig tart, és a tünetek viszonylag enyhék, jellemzően kezelés nélkül, maguktól elmúlnak, ritka esetekben a tünetek súlyosak és elhúzódóak is lehetnek. A paroxetint (Paxil) és a venlafaxint (Effexort) úgy tűnik, hogy különösen nehéz elvonni, mert például a paroxetin esetén több mint 18 hónapig elhúzódó elvonási szindrómáról is beszámoltak már.
A PSSD (Post-SSRI Sexual Dysfunction vagyis SSRI szedést követő szexuális zavar) az SSRI (szelektív szerotonin reuptake inhibitor) típusú antidepresszáns által okozott szexuális és érzelmi diszfunkció, amely tartósan fennmaradhat hónapokig, évekig, vagy meghatározatlan ideig az antidepresszáns kezelés befejezését követően.[1][2][3][4][5]
Ez az iatrogén típusú szexuális diszfunkció jelenleg kevéssé tanulmányozott, előfordulásának gyakorisága nem ismert, ugyanakkor az érintettek életminőségét jelentősen rontó, gyakran az eredetileg kezelt panaszoknál súlyosabb, krónikus tünetegyüttes.[6][7][8][9]

## Szorongás
A depresszió esetén a szorongás gyakran még az antidepresszáns gyógyszerek szedése mellett is jelentkezik, a depresszió miatt, vagy az antidepresszáns gyógyszerek mellékhatásaként. A szorongás csillapítására jellemzően szorongáscsökkentőnek benzodiazepineket szoktak adni, például klonazepamot.

## Készítmények
- fluoxetin (Prozac)
- imipramin (Melipramin)
- desipramin (Pertofrán)
- maprotilin (Ludiomil)
- amitryptilin (Teperin)
- trazodon (Desyrel)
- Vortioxetin(Brintellix)